# Nick Best
Nick Best, właściwie Nicholas Best (ur. 3 listopada 1968) – amerykański trójboista siłowy i profesjonalny strongman.
Jeden z najlepszych amerykańskich i światowych siłaczy. Wicemistrz USA Strongman 2007.

## Życiorys
Nick Best przez ponad 20 lat, z dużymi sukcesami, uprawiał trójbój siłowy. W 2003 zadebiutował jako siłacz. Wziął udział trzykrotnie w indywidualnych Mistrzostwach Świata Strongman, w latach 2006 (IFSA), 2007 (IFSA) i 2010. W Mistrzostwach Świata IFSA Strongman 2007 nie zakwalifikował się do finału.
Był zrzeszony w federacji IFSA i sklasyfikowany na 9. pozycji.
Jest związany z Callie Marunde (ur. 1979), wdową po Jesse Marunde. Mieszka w Las Vegas (stan Nevada).
Wymiary:
- wzrost 188 cm
- waga 127 - 140 kg

Rekordy życiowe:
- przysiad 426 kg
- wyciskanie 295 kg
- martwy ciąg co najmniej 418,4 kg[7]

## Osiągnięcia strongman
- 2006
  - 6. miejsce - Mistrzostwa USA Strongman 2006, Columbia
  - 9. miejsce - Mistrzostwa Świata IFSA Strongman 2006
- 2007
  - 2. miejsce - Mistrzostwa USA Strongman 2007
- 2008
  - 9. miejsce - All-American Strongman Challenge 2008
  - 4. miejsce - Mistrzostwa USA Strongman 2008
- 2009
  - 2. miejsce - All-American Strongman Challenge 2009
  - 2. miejsce - Super Seria 2009: Bukareszt
  - 4. miejsce - Super Seria 2009: Venice Beach
  - 6. miejsce - Super Seria 2009: Göteborg
- 2010
  - 1. miejsce - All-American Strongman Challenge 2010
  - 9. miejsce - Arnold Strongman Classic 2010, USA
  - 6. miejsce - Mistrzostwa Świata Strongman 2010, RPA
- 2011
  - 7. miejsce - Arnold Strongman Classic 2011, USA